# Різанина в школі Санта-Марія-де-Ікіке

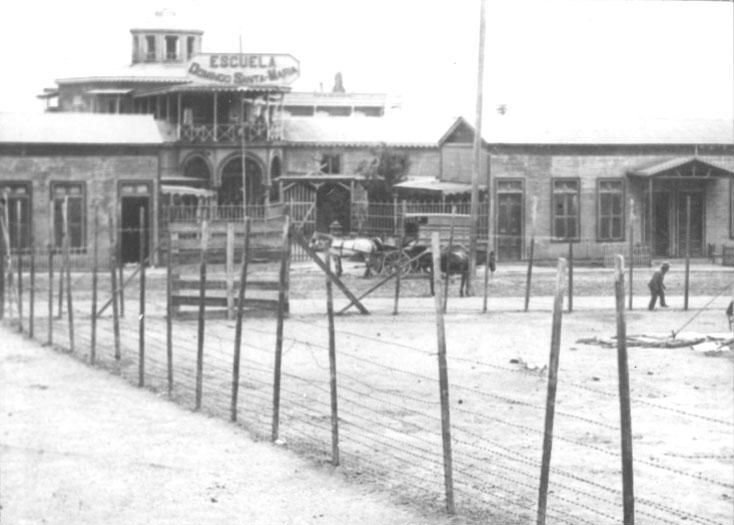
Школа Санта-Марія-де-Ікіке, 1907 рік.

Різанина в школі Санта-Марія-де-Ікіке (ісп. Matanza de la Escuela Santa María de Iquique) — різанина, що відбулася 21 грудня 1907 року в Чилі. Під час неї було вбито багатьох (точно число невідоме) робітників селітряних шахт. Це сталося під час страйку коли страйкарі мешкали на території школи Санта-Марія в порту Ікіке. Це сталося в часи пік видобутку селітри на так званій «Великій Півночі» Чилі, за правління парламентського уряду. Страйк був викликаний жахливими умовами праці та нещадним визиском робітників, та був придушений військами, надісланими урядом президента Педро Монтта. Генерал Роберто Сільва Ренард, командувач військовим загоном який надіслав міністр внутрішніх справ Рафаель Сотомайор Ґаете, наказав припинити протести, а у відповідь на відмову застосував зброю. В результаті понад сотню працівників було вбито, а з тими, хто вижив, військові поводилися вкрай жорстоко.
| Прапор Чилі | Це незавершена стаття з історії Чилі. Ви можете допомогти проєкту, виправивши або дописавши її. |